# Mireasă pentru fiul meu - Sezonul 6
Mireasă pentru fiul meu 6 este cel de-al saselea sezon al show-ului matrimonial difuzat pe Antena 1, care a avut premiera pe 3 septembrie 2016. În ziua lansării 7 fete, 15 băieți și o mamă au intrat în competiție, adică un număr de 23 de concurenți. Premiza concursului va rămâne aceeași: un grup de persoane care nu se cunosc intră în casa „Mireasă pentru fiul meu” pentru a-și găsi jumătatea și pentru a câștiga Marele Premiu.